# Линия Собу
Главная Линия Собу или Линия Собу (яп. 総武本線 со:бу хонсэн) — железнодорожная линия японского железнодорожного оператора East Japan Railway Company, протянувшаяся от станции Токио расположенной в специальном районе Тиёда,Токио до станции Тёси в городе Тёси префектуры Тиба.
Название линии происходит от названия древних провинций бывшей территории которых проходит линия: Мусаси (武蔵国), Симоса (下総国) and Кадзуса (上総国). Официальный цвет линии — жёлтый.
Западная городская часть линии носит название Линия Собу (яп. 総武線 со:бу сэн). Так же определённые виды обслуживания на линии носят другие названия упомянутые ниже. Название «Главная» используется касательно данной линии на участке к востоку от станции Тиба. Надписи на станциях и в вагонах и голосовые сообщения на станциях так же придерживаются этих обозначений.

## Описание
- Расстояния:
  - Токио — Тёси: 120,5 км
  - Кинситё — Отяномидзу: 4,3 км
  - Син-Коива — Эттюдзима (Грузовая линия Эттюдзима): 11,7 км
  - Син-Коива — Канамати (Грузовая линия Синканэ): 8,9 км
- Пути
  - Четырёхпутный участок: Кинситё — Тиба
  - Двухпутные участки: Токио — Кинситё, Кинситё — Отяномидзу, Тиба — Сакура
  - Однопутные: Сакура — Тёси, Син-Коива — Эттюдзима, Син-Коива — Канамати
- Система управления движением поездов
  - АТОС: Токио — Тиба, Отяномидзу — Тиба.

## История
Линия была построена честной железнодорожной компанией Sōbu Railway (яп. 総武鉄道 со:бу тэцудо:) . Первый участок от станции Итикава до станции Сакура был открыт 20-го июля 1984 года. В декабре того же года линия была продленная до станции Кинситё, а к 1904 году до станции Рёгокубаси (яп. 両国橋) (ныне Рёгоку) на берегу реки Сумида. До конечной нынешней конечной станции на востоке Тёси линия была доведена в 1987 году.
В 1907 году линия была национализирована, а до конца 1908 года был проложен второй путь на участке от станции Рёгокубаси до станции Тиба. В 1932 году была открыта новая пассажирская линия от станции Отяномидзу до Рёгоку. В 1935 году была завершена электрификация участка до станции Тиба, и началось сквозное сообщение с линией Тюо.
Долгое время в сельское местности префектуры Тиба использовались паровозы. Рыба и соевый соус из Тёси являлись основними грузами на данной линии. До 1958 года на линии не было скорых поездов из-за близости её к Токио.
в 1960-х годах, была начата Операция Пяти Направлений (яп. 五方面作戦 го хо:мэн сакусэн) призванное улучшить транспортную систему. Она включала в себя планы по прокладке скорой линии от станции Токио до станции Тиба. Новая подземная ветка от Токио до станции Кинситё, а также четырёхпутный участок до станции Цуданума были открыта в 1972 году. В 1987 году линия перешла в ведение East Japan Railway Company (JR East). Идущая параллельно, но ближе к берегу линия Кэйё, первоначально предназначенная для грузовых перевозок, но адаптированная для позже для пассажирских, была открыта в 1990 году. Несмотря на это в часы пик линия Собу всё ещё сильно загружена.
На востоке Тибы, линия была полностью электрифицирована в 1974 году. В 1975-году начинает ходить экспресс «Сиосай» от станции Токио до станции Тёси. Грузовые перевозки от станции Тёси были прекращены в 1986 году. 29 мая 1999 года на участке Отяномидзу — Тиба была введена система АТОС. 30 сентября 2000 года на участке Токио — Макухари была введена система АТОС.

## Виды обслуживания
Местные составы ходят от станций Отяномидзу и Тиба по линии которая носит название Линия Тюо-Собу (яп. 中央・総武線 тюо: со:бу сэн) или Местная линия Собу (яп. 総武緩行線 со:бу канко: сэн). Скорые поезда отходят от станцииТокио и идут до станции Тиба по отдельным путям по линии под названием Линия Собу (Скорая) (яп. 総武快速線 со:бу кайсоку сэн). Поезда используют одни и те же пути вне города Токио, по достижении которого местные поезда продолжают движение по линии Тюо, а скорые поезда по линии Йокосука.
Далее описан только участок линии расположенный к востоку от станции Тиба. Остальные участки описаны в соответствующих статьях.

### Limited Express
Narita Express до станции Аэропорт Нарита и Аямэ, Сиосай до станции Тёси идут по линии Собу.

### Rapid and Local
Rapid (яп. 快速 кайсоку) и Commuter Rapid (яп. 通勤快速 цу:кин кайсоку)
Все составы идущие на запад от станции Тиба. От станции Сакура, на линию Нарита. Некоторые поезда до станции Тоганэ.
Local (яп. 普通 фуцу:)
Не идут на запад от станции Тиба.

## Станции

### Токио — Кинситё — Тиба
Информация в статье Линия Собу (Скорая).

### Отяномидзу — Кинситё — Тиба
Информация в статье Линия Тюо-Собу.

### Тиба — Тёси
- Расстояния и остановки скорых поездов указаны на диаграмме линии.
- Все станции расположены в префектуре Тиба

| Станция      | Станция  | Расположение |
| ------------ | -------- | ------------ |
| Тиба         | 千葉     | Тиба         |
| Хигаси-Тиба  | 東千葉   | Тиба         |
| Цуга         | 都賀     | Тиба         |
| Йоцукайдо    | 四街道   | Йоцукайдо    |
| Монои        | 物井     | Йоцукайдо    |
| Сакура       | 佐倉     | Сакура       |
| Минами-Сисуи | 南酒々井 | Сисуи        |
| Энокидо      | 榎戸     | Ятимата      |
| Ятимата      | 八街     | Ятимата      |
| Хюга         | 日向     | Самму        |
| Наруто       | 成東     | Самму        |
| Мацуо        | 松尾     | Самму        |
| Йокосиба     | 横芝     | Йокосиба     |
| Иигура       | 飯倉     | Соса         |
| Ёкаитиба     | 八日市場 | Соса         |
| Хигата       | 干潟     | Асахи        |
| Асахи        | 旭       | Асахи        |
| Ииока        | 飯岡     | Асахи        |
| Курахаси     | 倉橋     | Асахи        |
| Саруда       | 猿田     | Тёси         |
| Мацугиси     | 松岸     | Тёси         |
| Тёси         | 銚子     | Тёси         |